# Claudio Magris
 Der er for få eller ingen kildehenvisninger i denne artikel, hvilket er et problem. Du kan hjælpe ved at angive troværdige kilder til de påstande, som fremføres i artiklen.

Claudio Magris (født 10. april 1939 i Trieste) er en italiensk forfatter, tidligere politiker, oversætter og intellektuel.
Claudio Magris fik sin eksamen fra universitetet i Torino, hvor havde studeret germanistik. Siden 1978 har han været professor i moderne tysk litteratur ved universitetet i Trieste. Gennem årene har Magris udgivet en lang række essays, romaner og historiebøger. Specielt for sine romaner har han vundet mange internationale priser. Magris' nævnes ofte som en kandidat til Nobelprisen i litteratur
I perioden 1994 til 1996 var Magris senator i det italienske senat.

## Værker oversat til dansk
| Dansk titel                                                      | Genre          | Oversætter                       | År   | Originaltitel                                      | År               | Forlag    | ISBN                   |
| ---------------------------------------------------------------- | -------------- | -------------------------------- | ---- | -------------------------------------------------- | ---------------- | --------- | ---------------------- |
| Funderinger over en sabel                                        | roman          | Hanne Jansen                     | 1992 | Illazioni su una sciabola                          | 1984             | Samleren  | ISBN 87-568-1097-0     |
| Donau: en følsom rejse fra den store flods kilder til Sortehavet | kulturhistorie | Hanne Jansen                     | 2016 | Danubia                                            | 1986             | Rosinante | ISBN 978-87-638-4361-4 |
| Et andet hav                                                     | roman          | Hanne Jansen                     | 1994 | Un altro mare                                      | 1991             | Samleren  | ISBN 87-568-1181-0     |
| Tre historier (Funderinger over en sabel, Et andet hav, Floden)  | romaner        | Hanne Jansen                     | 1997 | Illazioni su una sciabola, Un altro mare, Il conde | 1984, 1991, 1993 | Samleren  | ISBN 87-568-1327-9     |
| Mikrokosmer                                                      | essayroman     | Hanne Jansen                     | 2000 | Microcosmi                                         | 1997             | Samleren  | ISBN 87-568-1460-7     |
| I blinde                                                         | roman          | Hanne Jansen, Ole Jorn           | 2007 | Alla cieca                                         | 2005             | Samleren  | ISBN 978-87-638-0392-2 |
| Som De sikkert forstår                                           | kortroman      | Hanne Jansen                     | 2013 | Lei dunque capirá                                  | 2006             | Samleren  | ISBN 978-87-638-2629-7 |
| Intet retsligt efterspil                                         | roman          | Hanne Jensen, Lorens Juul Madsen | 2016 | Non luogo a procedere                              | 2015             | Rosinante | ISBN 978-87-638-4363-8 |